# Abell 1201 BCG
Abell 1201 BCG est une galaxie elliptique massive la plus brillante de l'amas de galaxies Abell 1201 (BCG pour l'anglais Brightest Cluster Galaxy), situé dans la constellation du Lion à environ 2,7 milliards d'années-lumière de la Terre,.

## Caractéristiques

### Information basiques sur Abell 1201 BCG
Abell 1201 BCG a un décalage vers le rouge de 0,169, ce système se trouve à environ 2,7 milliards d'années-lumière de la Terre et décale d'environ 11 kiloparsecs le pic de rayons X du gaz inter-cluster.
Avec une ellipticité de 0,32±0,02, la distribution stellaire est loin d'être sphérique. La luminosité stellaire totale est de 4 × 1011 fois la luminosité solaire en bande r SDSS et de 1,6 × 1012 fois la luminosité solaire en bande K 2MASS.
La moitié des étoiles orbitent dans un rayon effectif de 15 kpc, et leur dispersion de vitesse centrale est d'environ 285 km/s à 5 kpc, atteignant 360 km/s à une distance de 20 kpc.

### Matière noire et trou noir de Abell 1201 BCG
Abell 1201 BCG agit également comme une lentille gravitationnelle, déviant la lumière d'une galaxie plus éloignée (à un décalage vers le rouge de 0,451) en un arc tangentiel apparent d'environ 6 kpc de côté.
Cela fait de la galaxie un cas important dans les recherches sur les propriétés intrinsèques de la matière noire.[évasif]
Des modèles détaillés de la distribution de masse de la lentille, de la lumière des étoiles et de la cinématique stellaire indiquent que le halo sombre de l'amas de galaxies a un gradient de densité interne peu profond[Quoi ?] et peut-être un noyau de matière noire molle[Quoi ?].
Selon l'équipe travaillant avec l'observatoire à rayons X Chandra, cela est incompatible avec la cuspide de matière noire prédite par les théories de la matière noire froide sans collision, et ajoute à la preuve que la matière noire subit des forces non gravitationnelles supplémentaires.
Des années plus tard[Quand ?], une faible contre-image plus petite de l'arc a été découverte à un rayon plus proche.
D'après la modélisation des lentilles, il pourrait s'agir d'un trou noir supermassif d'une masse de 12 à 13 milliards de masses solaires.
Au moment de la mesure, c'est l'un des candidats trous noirs les plus massifs (sans se fier aux hypothèses sur les luminosités et les efficacités des quasars).
Ce trou noir ultramassif (TNUM) pourrait être dix fois plus grand que prévu d'après les relations d'échelle habituelles entre les trous noirs et les galaxies hôtes.
Cependant, des méthodes alternatives de modélisation des cartes de dispersion de vitesse stellaire (compte tenu d'une contrainte globale sur la masse de la lentille) révèlent une ambiguïté entre la masse du TNUM et le profil du halo noir.
Dans les solutions où le TNUM est plus massif, la matière noire est plus pointue[Quoi ?] - Dans les solutions où le TNUM est plus petit ou absent, la matière noire est plus centrale.
Ainsi, si les modèles de calcul standard sont robustes, alors Abell 1201 BCG présente un dilemme et un défi pour les idées conventionnelles de croissance des trous noirs ou les théories les plus simples sur la matière noire, ou les deux,,,.